# Ding Ning
Ding Ning (en chino tradicional, 丁寧; en chino simplificado, 丁宁; Daqing, Heilongjiang; 20 de junio de 1990) es una jugadora de tenis de mesa china. Ella fue la ganadora del individual femenino en el campeonato de tenis de mesa mundial en el 2011. Ella ganó la medalla de oro en tenis de mesa en individual Juegos Olímpicos de 2016. Ganó el campeonato del tenis de mesa mundial de 2015, Ding Ning ganó su segundo título mundial en individual femenino al derrotar a su compatriota Liu Shiwen 4-3 en la final. Ella ganó la medalla de oro en los Juegos Olímpicos de Río al vencer a su compatriota Li Xiaoxia en individual una emocionante final femenina.

## Carrera
Individual (a partir de 2014)
- Campeonato Mundial: Ganadora (2011, 2015)
- Copa del Mundo : Ganadora (2011, 2014).
- Pro Tour: Ganador Abierto de Kuwait (2009); Inglés, Abierto de Austria (2011); Esloveno, Abierto polaco (2012); Austríaco, Catar, Abierto de Rusia (2013); Abierto de China (2014); . Abierto de Corea (2016)
- Subcampeona (4): Abierto de Alemania (2010); Catar, la armonía de China <Suzhou> Open (2011); KRA Abierto de Corea (2012); Abiertos de Kuwait, China, Polonia (2015); Abierto de Kuwait, Catar,  Japón (2016).
- Pro Tour Grand Finals (1): Ganadora Lisboa, Portugal (2015)

apariencias: 4. Registro: subcampeón (2009, 11,12,13).
- Campeonato de Asia: Ganadora (2009).
- Copa de Asia : Ganador (2014); 2º (2010); 3º (2009).
- Campeonatos menores del mundo : Ganadora (2005).
- Juegos Olímpicos  : 2º (2012).
- Juegos Olímpicos  : 1º (2016).